# 小松定男
小松定男（こまつ さだお、1930年10月16日－2004年11月25日）は、日本の政治家。元日本社会党衆議院議員（1期）。

## 来歴
埼玉県浦和市出身。1950年3月、東京都立北豊島工業高等学校卒業。積水化学に入社。同社労組中央委員。1967年4月、統一地方選挙埼玉県議会議員選挙に日本社会党公認で立候補し初当選。以後4期連続当選（選挙区は朝霞市）するも、1983年4月の県議選で落選。1983年1月に現職のまま死去した松本幸男の後継候補として同年12月、第37回衆議院議員総選挙に日本社会党公認で旧埼玉2区から立候補し次点落選。1986年7月、第38回衆議院議員総選挙に日本社会党公認で旧埼玉2区から再び立候補し次点落選。1990年2月、第39回衆議院議員総選挙に日本社会党公認で旧埼玉2区から三たび立候補。土井ブームの追い風に乗り第一位で当選した。この間、日本社会党埼玉県書記長、同県副委員長を務めた。1993年7月、第40回衆議院議員総選挙に日本社会党公認で旧埼玉2区から立候補するも次点落選し、政界を引退した。2004年死去。74歳没。

## 政策
- 選択的夫婦別姓制度導入に賛同[1]。